# Nado sincronizado no Campeonato Mundial de Esportes Aquáticos de 2011 - Rotina livre solo
A rotina livre solo do nado sincronizado no Campeonato Mundial de Esportes Aquáticos de 2011 foi realizada no dia 20 de julho no Shanghai Oriental Sports Center em Xangai.

## Calendário
| Fase       | Data        |
| ---------- | ----------- |
| Preliminar | 20 de julho |
| Final      | 20 de julho |

## Medalhistas
| Ouro                    | Prata                | Bronze           |
| Natalia Ishchenko (RUS) | Andrea Fuentes (ESP) | Sun Wenyan (CHN) |

## Resultados
| Pos.              | Nadadora                   | Nacionalidade   | Preliminar | Preliminar | Final     | Final |
| Pos.              | Nadadora                   | Nacionalidade   | Pontos     | Pos.       | Pontos    | Pos.  |
| ----------------- | -------------------------- | --------------- | ---------- | ---------- | --------- | ----- |
| Medalha de ouro   | Natalia Ishchenko          | Rússia          | 98.190     | 1          | 98.550    | 1     |
| Medalha de prata  | Andrea Fuentes             | Espanha         | 96.010     | 2          | 96.520    | 2     |
| Medalha de bronze | Sun Wenyan                 | China           | 95.970     | 3          | 95.840    | 3     |
| 4                 | Marie-Pier Boudreau Gagnon | Canadá          | 94.490     | 4          | 94.910    | 4     |
| 5                 | Yumi Adachi                | Japão           | 92.620     | 5          | 92.810    | 5     |
| 6                 | Lolita Ananasova           | Ucrânia         | 91.400     | 6          | 91.550    | 6     |
| 7                 | Linda Cerruti              | Itália          | 89.610     | 7          | 89.950    | 7     |
| 8                 | Jenna Randall              | Reino Unido     | 88.240     | 9          | 88.880    | 8     |
| 9                 | Despoina Solomou           | Grécia          | 88.630     | 8          | 88.590    | 9     |
| 10                | Anastasia Gloushkov        | Israel          | 85.990     | 11         | 86.600    | 10    |
| 11                | Wang Ok-Gyong              | Coreia do Norte | 86.970     | 10         | 86.590    | 11    |
| 12                | Soňa Bernardová            | Chéquia         | 85.630     | 12         | 85.230    | 12    |
| 16.5              | H09.5                      |                 |            |            | 00:55.635 | O     |
| 13                | Park Hyu-Sun               | Coreia do Sul   | 84.790     | 13         |           |       |
| 14                | Giovana Stephan            | Brasil          | 84.390     | 14         |           |       |
| 15                | Pamela Fischer             | Suíça           | 82.960     | 15         |           |       |
| 16                | Nadine Brandl              | Áustria         | 82.520     | 16         |           |       |
| 17                | Szofi Kiss                 | Hungria         | 79.340     | 17         |           |       |
| 18                | Etel Sánchez               | Argentina       | 78.840     | 18         |           |       |
| 19                | Kalina Yordanova           | Bulgária        | 76.210     | 19         |           |       |
| 20                | Kristina Krajcovicova      | Eslováquia      | 74.980     | 20         |           |       |
| 21                | Greisy Gomez               | Venezuela       | 74.490     | 21         |           |       |
| 22                | Melis Oner                 | Turquia         | 73.600     | 22         |           |       |
| 23                | Asly Alegria               | Colômbia        | 73.320     | 23         |           |       |
| 24                | Elena Tini                 | San Marino      | 72.430     | 24         |           |       |
| 25                | Kirstin Anderson           | Nova Zelândia   | 69.530     | 25         |           |       |
| 26                | Barbara Luna               | Cuba            | 69.510     | 26         |           |       |
| 27                | Violeta Mitnian            | Costa Rica      | 68.850     | 27         |           |       |
| 28                | Au Ieong Sin Ieng          | Macau           | 68.170     | 28         |           |       |
| 29                | Samara Talia Pattiasina    | Indonésia       | 65.440     | 29         |           |       |
| 30                | Thanyaluck Puttisiriroj    | Tailândia       | 65.390     | 30         |           |       |
| 31                | Laura Strugnell            | África do Sul   | 62.690     | 31         |           |       |
| 32                | Seda Khachatrayan          | Armênia         | 56.720     | 32         |           |       |
| –                 | Ainur Kerey                | Cazaquistão     | DNS        |            |           |       |